# Astragalus anachoreticus
Astragalus anachoreticus är en ärtväxtart som beskrevs av Dieter Podlech. Astragalus anachoreticus ingår i släktet vedlar, och familjen ärtväxter. Inga underarter finns listade i Catalogue of Life.